# Ármin Pécsi
Ármin Pécsi, né le 24 février 2005 à Hainburg an der Donau en Autriche, est un footballeur hongrois qui évolue au poste de gardien de but au Liverpool FC.

## Biographie

### En club
Né à Hainburg an der Donau en Autriche, Ármin Pécsi commence le football au Győri ETO FC avant de poursuivre sa formation au Puskás Akadémia, qu'il rejoint en 2017. Avec l'équipe des moins de 17 ans du club il remporte notamment la Coupe Puskás-Suzuki en 2021. Considéré à 17 ans comme l'un des joueurs les plus prometteurs au poste de gardien de but, il prolonge son contrat en août 2022 en vue d'être ensuite intégré à l'équipe première.
Il fait toutefois ses débuts en professionnel au Aqvital FC Csákvár (en), où il est prêté en 2023, et joue premier match en professionnel avec ce club le 30 juillet 2023, lors de la première journée de la saison 2023-2024 de deuxième division hongroise, contre le Budapest Honvéd FC. Il est titularisé et son équipe est battue par deux buts à un.
De retour à la Puskás Akadémia, Pécsi joue son premier match en NB I, la première division hongroise, le 4 février 2024 contre le Paksi FC. Il est titularisé et son équipe est battue par deux buts à un. Le 29 février 2024 il prolonge son contrat avec son club formateur jusqu'en juin 2028.

### En sélection
Avec les moins de 19 ans, il joue au total quatorze matchs entre 2022 et 2023, officiant également à deux reprises comme capitaine.
Il joue son premier match avec l'équipe de Hongrie espoirs le 21 mars 2024, contre la Moldavie. Il entre en jeu après la mi-temps et son équipe s'impose par deux buts à zéro.